# パキスタン洪水 (2022年)
パキスタン洪水（Pakistan floods）は、2022年にパキスタンで発生した大規模な洪水災害である。

## 概要
2022年6月以降、パキスタンではモンスーンによる豪雨と深刻な熱波に続く氷河の融解の影響によって大規模な洪水が発生し、政府によると国土の3分の1が水没した。死者は1,678人を超えており、全人口の約15％に当たる3300万人以上が被災している。8月25日、パキスタンは洪水のため非常事態を宣言した。パキスタン政府は、今のところ、洪水による損失が400億ドルに上ると見積もっている。国連は8月30日、パキスタンに対する支援のために1億6000万ドル（約220億円）の緊急拠出を各国に呼び掛けた。

## 原因
パキスタン気候変動大臣であるシェリー・レーマンは、シンド州とバローチスターン州では降水量が8月の平均よりも多く、それぞれ784%と500%多いと述べた。インドとバングラデシュでも平均よりも多いモンスーンの雨が記録された。インド洋は世界で最も急速に温暖化する海洋の1つであり、平均で1°Cの温度上昇が見られている(世界の気温は現在、産業革命前の気温より1.2°C高い。海洋では一般的に約0.7°C）。海面温度の上昇は、モンスーンの降水量を増加させると考えられている。さらに、パキスタン南部では5月と6月に連続して熱波が発生したが、これは記録的なものであり、気候変動によって発生する可能性が高くなっている。これらは、通常よりも激しい雨をもたらした強い熱的低気圧を作り出した。熱波は他に、ギルギット・バルティスタン州で氷河の洪水を引き起こした。

## 影響

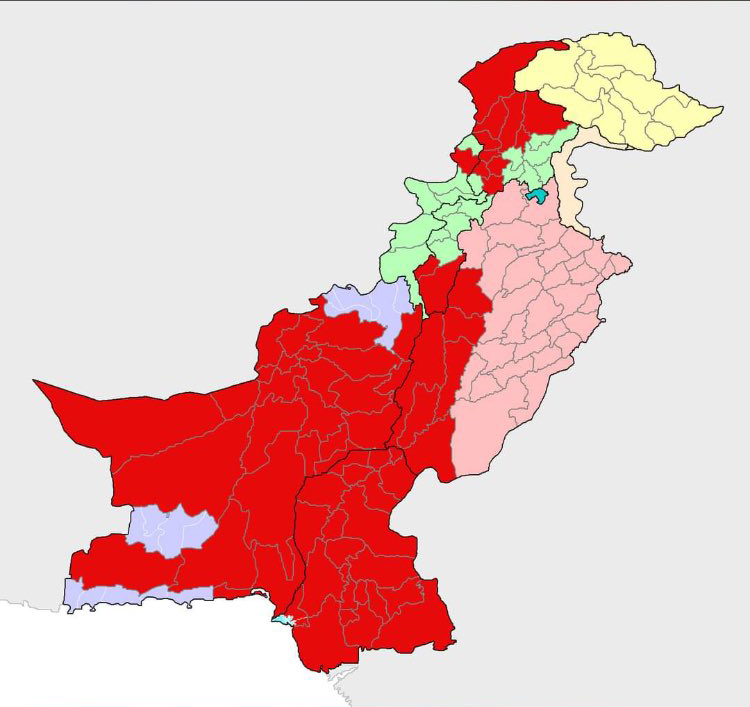
洪水による被害を受けた地域

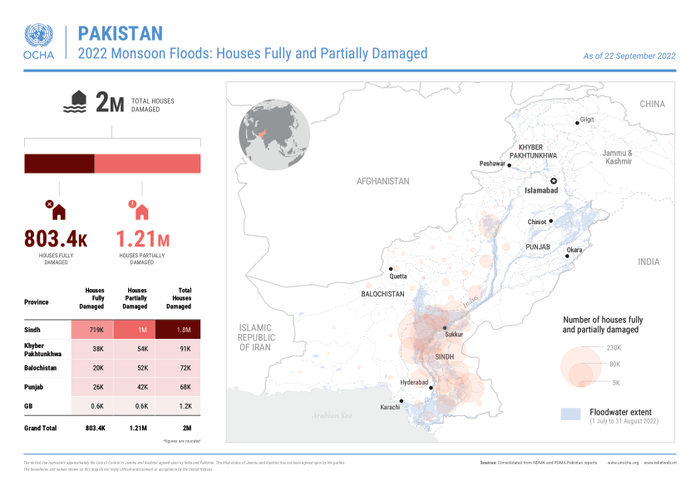
地区ごとの被害家屋

合計で1500人以上の死亡が確認されており、これには416人の子供が含まれており、さらに12588人が負傷している。洪水のため、54万6288人が一時的なキャンプで生活している。これらは、2010年以来、パキスタンで最も致命的な洪水であり、2017年の南アジア洪水以来、世界で最も致命的な洪水となった。パキスタンの財務大臣、ミフタ・イスマイルは、洪水がパキスタンに少なくとも100億ドルの損害を与えたと述べた。気候変動大臣のシェリー・レーマンは8月29日に、国土の「3分の1」が水没しており、「水を汲み出すための乾燥した土地はなかった」と述べた。それは「想像を絶する規模の危機」であった。 農地も水によって荒廃した。
激しいモンスーンの降雨と洪水は、6月中旬以降、パキスタンで3,300万人に影響を与えており、140万以上の家屋を破壊し、さらに何百もの家屋に損害を与えている。シンド州とバローチスターン州は、人的およびインフラへの影響という点で最も影響を受けている2つの州である。70万頭以上の家畜を失い、そのほとんどがバローチスターン州で失われ、合計3,600km以上の道路と145の橋が破壊され、洪水の影響を受けた地域へのアクセスが妨げられた。17,560を超える学校も同様に損傷または破壊された。バローチスターン州災害管理局の要請により(PDMA)、バローチスターン州の10地区で多部門の迅速なニーズ評価が実施され、部門間の優先的なニーズとギャップが特定された。人道支援パートナーは、影響を受けた地域での政府主導の対応を支援し、既存の資源を最も緊急のニーズを満たすように向け直しながら、対応をさらに拡大するために取り組んでいる。
援助活動家は、きれいな飲料水が不足しているため、下痢、コレラ、デング熱、マラリアなどの水系感染症が増加していると警告した。

### シンド州
シンド州の洪水により、少なくとも402人が死亡し、1055人が負傷した。死亡者の中には、カンドコットの家の屋根が崩壊して死亡した3人の子供が含まれていた。シンド州では1000万人が家を追われ、57496戸の家屋が深刻な被害を受けるか、全壊した。主にハイデラバード地区で、830頭の牛が殺された。6,200km2の農地が洪水によって流された。

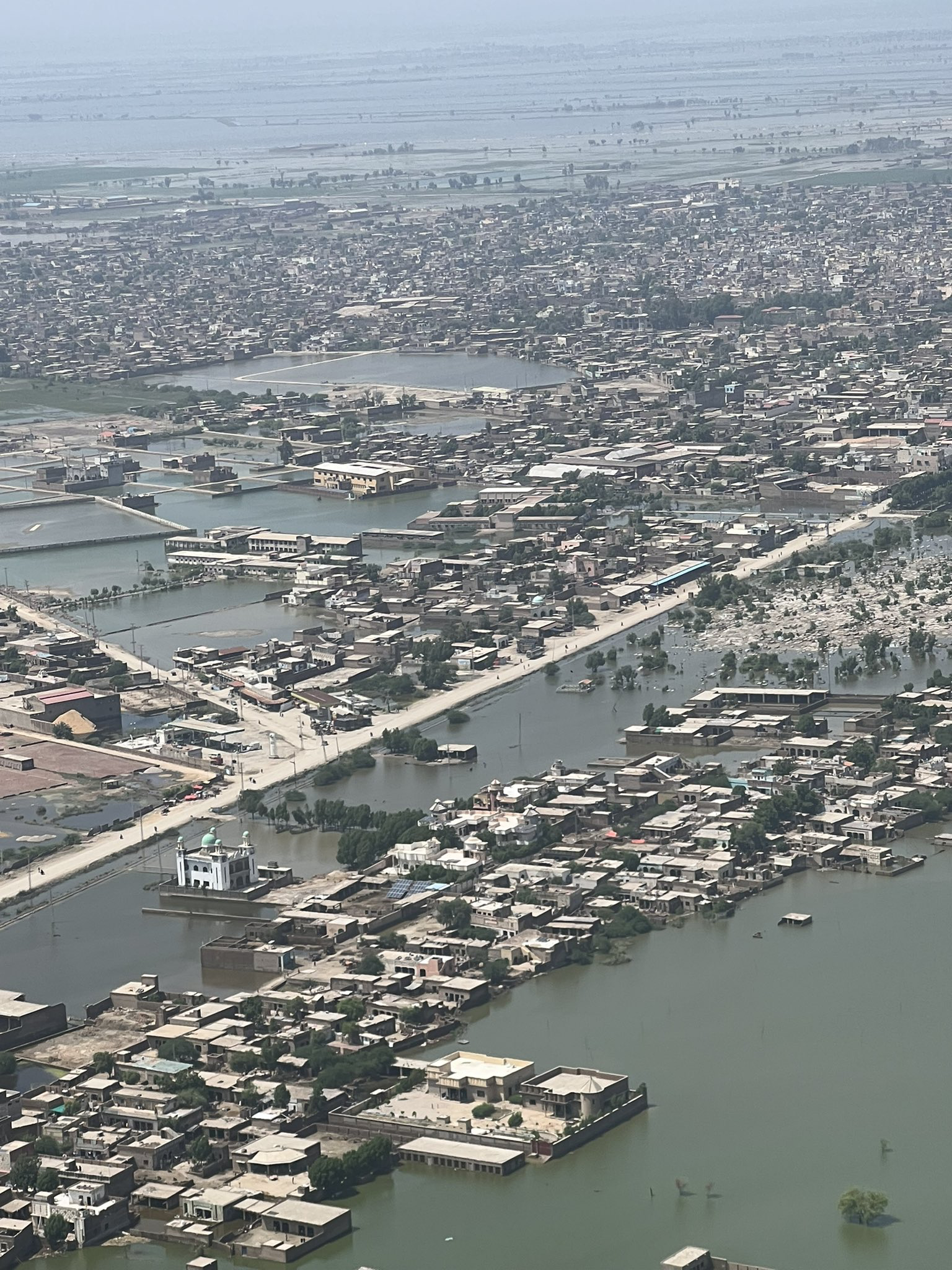
洪水で覆われたシンド州シャダコット市の空撮。（2022年9月）

ラルカナとサッカル管区も洪水によって深刻な影響を受けた。タリ・ミルワーとカイルプール ネイサン シャーは浸水した。洪水により、インダス川は幅100kmの湖に変わった。
カラチ市は、新たな洪水による影響はまだ受けていないが、以前は影響を受けていた。
洪水の影響でインダス文明の都市遺跡モヘンジョダロが大きく損壊し、州当局が国連教育科学文化機関（ユネスコ）に支援を要請した。

### バローチスターン州
バローチスターン州で洪水が発生し、244人が死亡した。多くの地域で、雨水が多くの家に浸透し、住めなくなり、多くの人々が避難した。42万6897棟の家屋が損壊または完全に破壊され、1,230km2の農地が失われた。100万頭以上の牛も殺されている。
救援委員の州災害管理局によると、バローチスターン州の州都クエッタは雨による災害地域と宣言されており、州では非常事態が宣言されていた。

### カイバル・パクトゥンクワ
7月以降、洪水により少なくとも264人が死亡し、60万人が家を追われた。その中には、ディール・バル地区の5人の子供が含まれていた。彼らは洪水に流されて溺死する前に、学校から家に帰っていた。 32万6897棟の家屋が洪水と地滑りで被害を受け、7742頭の牛が倒壊した小屋で死亡した。 スワート地区では、新しく建設されたホテルが洪水により倒壊した。州の南西部は、2 か月前に近隣のアフガニスタンで発生した地震の影響を受けていた。
ローワー・コヒスタン地区では、丘の急流で立ち往生した5人が流された。そのうちの4人が死亡し、残りの1人は救出された。バラコット・テシルでは、クンハル川の支流での洪水により8人の遊牧民が死亡した。丘の急流からの鉄砲水により、デラ イスマイル カーン地区のさまざまな地域で洪水が発生し、12人が死亡した。

### ギルギット・バルティスタン
7月以降、合計で少なくとも22人が死亡し、4人が行方不明になり、洪水がカラコルム・ハイウェイに深刻な影響を与えた。土砂崩れにより、数か所で道路が通行止めになった。 ギザー地区、ナガル地区、ディアメル地区、ガンチェ地区、アストア地区の地区が最も被害を受けた。洪水や土砂崩れにより420戸の家屋が倒壊し、740戸が被害を受けた。一方、S-1戦略道路も、インダス川の高水流による浸食に見舞われた。イシュコーマン渓谷イシュコマン川の洪水によりグトカシュで道路が寸断された。ガンチェ地区のChhorbatの橋も浸水した。ナガル地区の渓谷道路と2つの橋が洪水で流された。また、ディアメル地区のKhanarとBonarで被害が報告されている。8月26日の時点で、ギゼルの村の大部分が洪水によって破壊された。これらの中には、ブーバー渓谷、ガークッチ、グルムティが含まれている。住民は洪水の影響を受けた地域から避難するよう求められた。川の水位は非常に危険な高さまで上昇している。

### パンジャーブ
主に州の南部に影響を与えるパンジャーブ州では、最近の洪水で合計168人が死亡し、105人が負傷した。タウンサ・シャリフでは、多くの集落が洪水で浸水した。タウンサ・シャリフの西にある歴史的な町マンガドサでは、何百もの家屋と家畜が洪水によって流された。7200km2の農地も失われた。氾濫した川に隣接するコミュニティの住民は避難を開始し、ほとんどの人々が引っ越した。人々のほとんどは、道路や橋が流されたため、生活必需品だけを携えて徒歩やラクダでより安全な場所に移動した。

### アザド・カシミール
アザド・カシミールで洪水が発生し、少なくとも41人が死亡した。7月31日、プーンチ地区で屋根が崩壊し、10人が死亡し、4人が負傷した。5人の観光客が流され、後に8月19日にニーラム バレーで死亡したことが確認された。彼らは全員ミアンワリ出身であった。